# .lu
.lu este un domeniu de internet de nivel superior, pentru Luxemburg (ccTLD).